# Kiêu hãnh và định kiến
Kiêu hãnh và định kiến (tiếng Anh: Pride and Prejudice) là một tiểu thuyết của nhà văn Anh Jane Austen, xuất bản năm 1813. Câu chuyện nói về tình yêu và hôn nhân của tầng lớp quý tộc nhỏ tại Anh vào đầu thế kỷ 19. Nhân vật chính là Elizabeth Bennet, một cô gái 20 tuổi xuất thân từ một gia đình trung lưu. Nội dung chính kể về sự đối đầu và sau này trở thành cuộc tình giữa Elizabeth và Fitzwilliam Darcy, thuộc tầng lớp địa chủ.

## Cốt truyện

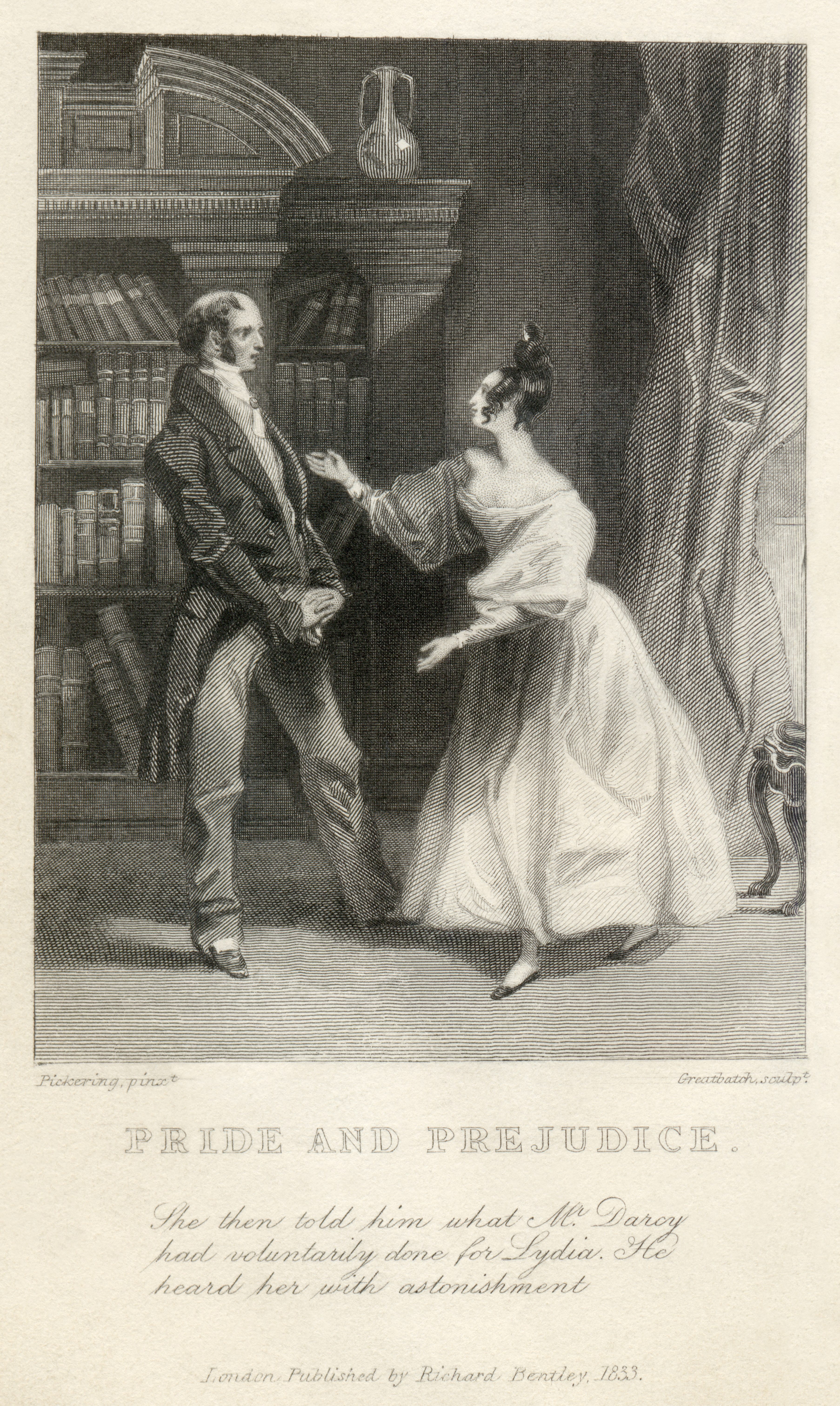
Elizabeth nói với cha về việc Darcy đã giúp cho việc kết hôn của Lydia và Wickham. Đây cũng là một trong hai bức tranh minh họa sớm nhất của Kiêu hãnh và Định kiến.

Ông bà Bennet có năm người con gái (Jane, Elizabeth, Mary, Kitty, Lydia) đã đến tuổi cập kê và bà Bennet đang ráo riết tìm chồng cho con. Cả làng đang xôn xao về anh Bingley, một địa chủ giàu có mới dọn đến vùng này. Bingley đem theo người bạn là Fitzwilliam Darcy. Người ta kháo nhau rằng Darcy rất giàu. Tuy nhiên, sau khi gặp Darcy ở buổi dạ vũ do Bingley tổ chức, nhiều người đã thấy rằng anh quá kiêu hãnh. Khi Bingley gợi ý Darcy khiêu vũ với Elizabeth, Darcy cho rằng cô không đủ tài sắc để quyến rũ anh. Elizabeth nghe lỏm được và có ác cảm với Darcy.
Elizabeth lại quen biết một sĩ quan tên Wickham đang đóng quân gần nhà. Wickham kể rằng anh đã bị Darcy cướp đi tài sản thừa kế, làm Elizabeth càng không ưa Darcy.
Vài ngày sau dạ hội, gia đình ông Bennet có khách là người bà con tên Collins, vốn đang muốn làm rể nhà Bennet. Đầu tiên Collins chọn cô chị cả, Jane, nhưng bà Bennet nói rằng Jane sắp được gả cho Bingley. Collins lại chọn Elizabeth, nhưng cô không ưa anh. Sau khi bị Elizabeth nhất mực từ chối, Collins cầu hôn Charlotte Lucas, bạn thân của Elizabeth. Charlotte bằng lòng ngay vì cô đã lớn tuổi (27 tuổi), chỉ muốn an phận. Bà Bennet rất bực vì Collins sau này sẽ thừa kế tài sản nhà Bennet và Charlotte sẽ thay thế bà, trong khi Elizabeth lại thất vọng vì nghĩ rằng cô bạn thân lấy chồng vì tiền.
Ít lâu sau, Bingley bất ngờ rời làng về Luân Đôn, làm Jane bị thất tình.

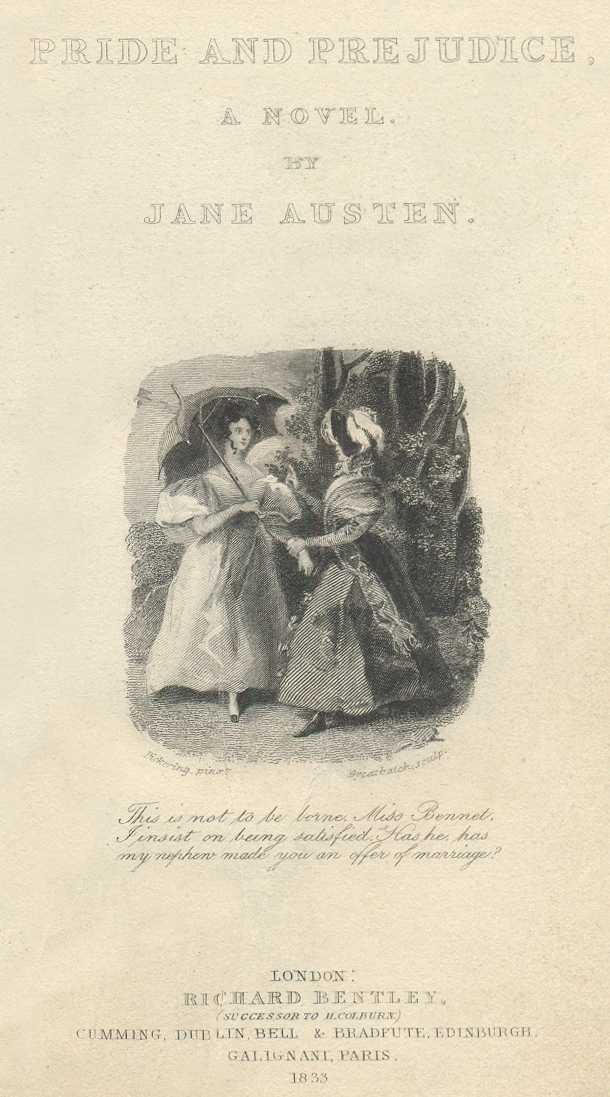
Phu nhân Catherine đối chất với Elizabeth về Darcy. Đây là tấm hình minh họa thứ hai của cuốn tiểu thuyết.

Charlotte mời Elizabeth đến thăm vợ chồng cô. Trong khi ở với họ, Elizabeth gặp Darcy (Darcy là cháu của Phu nhân Catherine, người bảo trợ anh Collins). Darcy bất ngờ tỏ tình và cầu hôn Elizabeth, nhưng lại hạ thấp gia cảnh cô. Cô còn khám phá ra rằng chính Darcy đã khuyên can Bingley đừng hỏi cưới Jane. Elizabeth bảo Darcy rằng cô sẽ không bao giờ chịu lấy anh. Sáng hôm sau, Darcy đưa cho Elizabeth một lá thư và bỏ đi. Trong thư Darcy biện hộ hành động của mình. Darcy nói rằng Jane chẳng những có địa vị thấp mà còn tỏ ra thờ ơ với Bingley. Darcy còn tiết lộ rằng Wickham là một gã Sở Khanh. Việc này đã khiến Elizabeth xét lại suy nghĩ về Darcy và dần dần các định kiến của cô đã được tháo gỡ.
Một thời gian sau, trong một lần du ngoạn, ông bà Gardiner (cậu mợ của Elizabeth) thuyết phục cô đến tham quan Pemberley, khu đất của Darcy. Cô đồng ý khi biết chủ nhà đã đi vắng. Nào ngờ Darcy đột ngột về thăm nhà và chạm mặt Elizabeth. Darcy tỏ ra thân thiện hơn, và làm cho Elizabeth thấy rằng dưới vẻ kiêu hãnh anh là một người hào phóng.
Cũng trong thời gian này, Elizabeth được tin cô em út Lydia đã trốn nhà theo Wickham. Wickham bị nợ nần vì đánh bạc và đã giải ngũ. Nghe tin, Darcy tìm Wickham và cho tiền để hắn cưới Lydia, nhưng lại giấu Elizabeth chuyện này. Elizabeth tình cờ biết được, cô rất xúc động và hoàn toàn thay đổi thái độ đối với Darcy.
Biết được tình cảm của Darcy đối với Elizabeth, Phu nhân Catherine rất tức giận vì bà đã định gả con gái cho Darcy. Bà đến nhà Bennet đòi Elizabeth phải bỏ Darcy, nhưng cô bảo bà không có quyền can thiệp vào chuyện riêng của cô. Nghe được chuyện này, Darcy hiểu tình cảm của Elizabeth đối với anh đã thay đổi. Darcy khuyến khích Bingley cầu hôn Jane và Darcy cầu hôn Elizabeth lần thứ hai. Lúc này thì sự kiêu hãnh và định kiến đã không còn, và Elizabeth nhận lời làm vợ Darcy.
|  |  |  |  |                              |                              |                              |                              |                              |                              |  |  | Ông Hurst                |                    |                    |                    |                    |                    |  |  |  |  |
|  |  |  |  |                              |                              |                              |                              |                              |                              |  |  |                          |                    |                    |                    |                    |                    |  |  |  |  |
|  |  |  |  |                              |                              |                              |                              |                              |                              |  |  | Bà Hurst                 |                    |                    |                    |                    |                    |  |  |  |  |
|  |  |  |  |                              |                              |                              |                              |                              |                              |  |  |                          |                    |                    |                    |                    |                    |  |  |  |  |
|  |  |  |  | Ông Philips                  |                              |                              |                              |                              |                              |  |  |                          |                    |                    |                    |                    |                    |  |  |  |  |
|  |  |  |  |                              |                              |                              |                              |                              |                              |  |  | Caroline Bingley         |                    |                    |                    |                    |                    |  |  |  |  |
|  |  |  |  |                              |                              |                              |                              |                              |                              |  |  |                          |                    |                    |                    |                    |                    |  |  |  |  |
|  |  |  |  | Bà Philips                   |                              |                              |                              |                              |                              |  |  |                          |                    |                    |                    |                    |                    |  |  |  |  |
|  |  |  |  |                              |                              |                              |                              |                              |                              |  |  |                          |                    |                    |                    |                    |                    |  |  |  |  |
|  |  |  |  |                              |                              |                              |                              |                              |                              |  |  | Charles Bingley          |                    |                    |                    |                    |                    |  |  |  |  |
|  |  |  |  |                              |                              |                              |                              |                              |                              |  |  |                          |                    |                    |                    |                    |                    |  |  |  |  |
|  |  |  |  | Bà Gardiner                  |                              |                              |                              |                              |                              |  |  |                          |                    |                    |                    |                    |                    |  |  |  |  |
|  |  |  |  |                              |                              |                              |                              |                              |                              |  |  | Jane Bennet              |                    |                    |                    |                    |                    |  |  |  |  |
|  |  |  |  |                              |                              |                              |                              |                              |                              |  |  |                          |                    |                    |                    |                    |                    |  |  |  |  |
|  |  |  |  | Ông Gardiner                 |                              |                              |                              |                              |                              |  |  |                          |                    |                    |                    |                    |                    |  |  |  |  |
|  |  |  |  |                              |                              |                              |                              |                              |                              |  |  |                          |                    |                    |                    |                    |                    |  |  |  |  |
|  |  |  |  |                              |                              |                              |                              |                              |                              |  |  | Elizabeth Bennet         |                    |                    |                    |                    |                    |  |  |  |  |
|  |  |  |  |                              |                              |                              |                              |                              |                              |  |  |                          |                    |                    |                    |                    |                    |  |  |  |  |
|  |  |  |  | Bà Bennet                    |                              |                              |                              |                              |                              |  |  |                          |                    |                    |                    |                    |                    |  |  |  |  |
|  |  |  |  |                              |                              |                              |                              |                              |                              |  |  |                          |                    |                    |                    |                    |                    |  |  |  |  |
|  |  |  |  |                              |                              |                              |                              |                              |                              |  |  | Mary Bennet              |                    |                    |                    |                    |                    |  |  |  |  |
|  |  |  |  |                              |                              |                              |                              |                              |                              |  |  |                          |                    |                    |                    |                    |                    |  |  |  |  |
|  |  |  |  | Ông Bennet                   |                              |                              |                              |                              |                              |  |  |                          |                    |                    |                    |                    |                    |  |  |  |  |
|  |  |  |  |                              |                              |                              |                              |                              |                              |  |  |                          |                    |                    |                    |                    |                    |  |  |  |  |
|  |  |  |  |                              |                              |                              |                              |                              |                              |  |  | Catherine "Kitty" Bennet |                    |                    |                    |                    |                    |  |  |  |  |
|  |  |  |  |                              |                              |                              |                              |                              |                              |  |  |                          |                    |                    |                    |                    |                    |  |  |  |  |
|  |  |  |  | William Collins              |                              |                              |                              |                              |                              |  |  |                          |                    |                    |                    |                    |                    |  |  |  |  |
|  |  |  |  |                              |                              |                              |                              |                              |                              |  |  |                          |                    |                    |                    |                    |                    |  |  |  |  |
|  |  |  |  |                              |                              |                              |                              |                              |                              |  |  | Lydia Bennet             |                    |                    |                    |                    |                    |  |  |  |  |
|  |  |  |  |                              |                              |                              |                              |                              |                              |  |  |                          |                    |                    |                    |                    |                    |  |  |  |  |
|  |  |  |  | Charlotte Lucas              |                              |                              |                              |                              |                              |  |  |                          |                    |                    |                    |                    |                    |  |  |  |  |
|  |  |  |  |                              |                              |                              |                              |                              |                              |  |  | George Wickham           |                    |                    |                    |                    |                    |  |  |  |  |
|  |  |  |  |                              |                              |                              |                              |                              |                              |  |  |                          |                    |                    |                    |                    |                    |  |  |  |  |
|  |  |  |  |                              |                              |                              |                              |                              |                              |  |  |                          |                    |                    |                    |                    |                    |  |  |  |  |
|  |  |  |  |                              |                              |                              |                              |                              |                              |  |  |                          |                    |                    |                    |                    |                    |  |  |  |  |
|  |  |  |  | Ông Darcy                    | Ông Darcy                    | Ông Darcy                    | Ông Darcy                    | Ông Darcy                    | Ông Darcy                    |  |  | Fitzwilliam Darcy        | Fitzwilliam Darcy  | Fitzwilliam Darcy  | Fitzwilliam Darcy  | Fitzwilliam Darcy  | Fitzwilliam Darcy  |  |  |  |  |
|  |  |  |  | Ông Darcy                    | Ông Darcy                    | Ông Darcy                    | Ông Darcy                    | Ông Darcy                    | Ông Darcy                    |  |  | Fitzwilliam Darcy        | Fitzwilliam Darcy  | Fitzwilliam Darcy  | Fitzwilliam Darcy  | Fitzwilliam Darcy  | Fitzwilliam Darcy  |  |  |  |  |
|  |  |  |  |                              |                              |                              |                              |                              |                              |  |  |                          |                    |                    |                    |                    |                    |  |  |  |  |
|  |  |  |  |                              |                              |                              |                              |                              |                              |  |  |                          |                    |                    |                    |                    |                    |  |  |  |  |
|  |  |  |  | Phu nhân Anne Darcy          | Phu nhân Anne Darcy          | Phu nhân Anne Darcy          | Phu nhân Anne Darcy          | Phu nhân Anne Darcy          | Phu nhân Anne Darcy          |  |  | Georgiana Darcy          | Georgiana Darcy    | Georgiana Darcy    | Georgiana Darcy    | Georgiana Darcy    | Georgiana Darcy    |  |  |  |  |
|  |  |  |  | Phu nhân Anne Darcy          | Phu nhân Anne Darcy          | Phu nhân Anne Darcy          | Phu nhân Anne Darcy          | Phu nhân Anne Darcy          | Phu nhân Anne Darcy          |  |  | Georgiana Darcy          | Georgiana Darcy    | Georgiana Darcy    | Georgiana Darcy    | Georgiana Darcy    | Georgiana Darcy    |  |  |  |  |
|  |  |  |  |                              |                              |                              |                              |                              |                              |  |  |                          |                    |                    |                    |                    |                    |  |  |  |  |
|  |  |  |  | Phu nhân Catherine De Bourgh | Phu nhân Catherine De Bourgh | Phu nhân Catherine De Bourgh | Phu nhân Catherine De Bourgh | Phu nhân Catherine De Bourgh | Phu nhân Catherine De Bourgh |  |  | Anne De Bourgh           | Anne De Bourgh     | Anne De Bourgh     | Anne De Bourgh     | Anne De Bourgh     | Anne De Bourgh     |  |  |  |  |
|  |  |  |  | Phu nhân Catherine De Bourgh | Phu nhân Catherine De Bourgh | Phu nhân Catherine De Bourgh | Phu nhân Catherine De Bourgh | Phu nhân Catherine De Bourgh | Phu nhân Catherine De Bourgh |  |  | Anne De Bourgh           | Anne De Bourgh     | Anne De Bourgh     | Anne De Bourgh     | Anne De Bourgh     | Anne De Bourgh     |  |  |  |  |
|  |  |  |  |                              |                              |                              |                              |                              |                              |  |  |                          |                    |                    |                    |                    |                    |  |  |  |  |
|  |  |  |  | Bá tước vùng Matlock         | Bá tước vùng Matlock         | Bá tước vùng Matlock         | Bá tước vùng Matlock         | Bá tước vùng Matlock         | Bá tước vùng Matlock         |  |  | Đại tá Fitzwilliam       | Đại tá Fitzwilliam | Đại tá Fitzwilliam | Đại tá Fitzwilliam | Đại tá Fitzwilliam | Đại tá Fitzwilliam |  |  |  |  |
|  |  |  |  | Bá tước vùng Matlock         | Bá tước vùng Matlock         | Bá tước vùng Matlock         | Bá tước vùng Matlock         | Bá tước vùng Matlock         | Bá tước vùng Matlock         |  |  | Đại tá Fitzwilliam       | Đại tá Fitzwilliam | Đại tá Fitzwilliam | Đại tá Fitzwilliam | Đại tá Fitzwilliam | Đại tá Fitzwilliam |  |  |  |  |
|  |  |  |  |                              |                              |                              |                              |                              |                              |  |  |                          |                    |                    |                    |                    |                    |  |  |  |  |

## Nhân vật chính
- Elizabeth (Lizzy) Bennet: Là một cô gái 20 tuổi xuất thân trung lưu, Elizabeth xinh đẹp, thông minh, có khiếu hài hước châm biếm.
- Fitzwilliam Darcy: Darcy xuất thân dòng dõi, anh sở hữu điền sản nguy nga ở Derbyshire, là một chàng trai điển trai, vóc người cao ráo đẹp đẽ, dáng điệu cao quý. Anh bị mọi người coi là kẻ kiêu kỳ, khó ưa nhất trên đời, nhưng thật ra anh là một chàng trai rất tốt, anh rất trân trọng bạn bè, thậm chí đối xử với bạn thân còn tốt hơn mình; anh luôn đặt gia đình lên trên hết và luôn bảo bọc cô em gái duy nhất. Sau này, vì yêu Elizabeth, anh đã âm thầm giúp đỡ gia đình cô tìm lại em gái bỏ trốn, và anh đã giúp hai người họ kết hôn với nhau, mà không hề nói cho bất kỳ ai biết.
- Ông Bennet: Là một người đàn ông có sự pha trộn kỳ quặc của tinh tường, châm chọc, kiệm lời và khó đoán định. Trong số năm cô con gái, ông thương con gái thứ hai - Elizabeth nhất vì cô có tính cách giống ông, sau này khi Elizabeth đã lấy anh Darcy, tình cảm ông dành cho cô thường kéo ông ra khỏi nhà và đến nhà thăm cô vào những lúc ít ai có thể ngờ.
- Bà Bennet: Bà là một người phụ nữ kém hiểu biết, ít học và đồng bóng. Hễ gặp chuyện không như ý, bà liền cho rằng thần kinh mình suy nhược. Trách nhiệm của đời bà là gả chồng cho con gái. Thú vui của đời bà là thăm viếng và hóng chuyện.
- Jane Bennet: Jane là con gái cả của gia đình Bennet, với ngoại hình xinh đẹp, tính cách bao dung lúc nào cũng yêu quý mọi người xung quanh, có trí thông minh tinh tường. Cô được tất cả mọi người yêu mến.
- Mary Bennet: Là cô gái duy nhất không có nhan sắc trong số năm chị em, Mary luôn cần mẫn trau dồi kiến thức và hoàn thiện bản thân, đồng thời luôn sốt sắng tìm cách thể hiện hết những gì mình đã học.
- Catherine (Kitty) Bennet: Catherine thân thiết với cô em út Lydia nhất trong số các chị em, và với tính cách dễ bị sai khiến, cô luôn chịu ảnh hưởng xấu bởi Lydia. Nhưng sau này, khi không còn chịu ảnh hưởng từ cô em, thêm nữa là được hai chị cả quan tâm và chăm sóc đúng mực, cô đã bớt cáu kỉnh, đỡ dốt nát và nhạt nhẽo.
- Lydia Bennet: Được miêu tả là một cô gái mười lăm tuổi cao to, mũm mĩm, có nước da sáng và khuôn mặt tươi vui. Vì là con gái được bà mẹ cưng chiều nhất, cô hành xử hết sức bản năng và luôn tỏ vẻ ta đây là kẻ quan trọng. Elizabeth đánh giá Lydia là một kẻ cợt nhả ở mức độ thảm hại và tầm thường nhất, không có sức hấp dẫn nào ngoài sự trẻ trung và một vóc dáng tàm tạm, vì sự dốt nát và đầu óc rỗng tuếch, hoàn toàn không thể đương đầu trước sự khinh miệt của mọi người do thói ưa được ngưỡng mộ. Lydia bỏ trốn cùng Wickham khi có một chuyến đi thăm các sĩ quan ở Brighton, ảo tưởng rằng anh ta sẽ lấy mình, trong khi không hề nhận thức được tính cách tệ hại của anh ta, cuối cùng khi nhờ có anh Darcy âm thầm giúp đỡ, Lydia mới có thể trở thành vợ của Wickham. Sau này khi lập gia đình, tính nết của cô và chồng vẫn không thay đổi.
- Charles Bingley: Là một chàng trai xuất thân từ một gia đình danh giá ở miền Bắc nước Anh. Anh được miêu tả là ưa nhìn, phong nhã, nét mặt cởi mở. Tính cách dễ mến, thoải mái, hoạt bát, anh luôn đối xử thân thiện với mọi người.
- George Wickham: Anh chàng với vẻ ngoài điển trai, phong thái hài hước, lịch sự và ở trong quân đội càng gây ấn tượng mạnh với các cô gái trẻ, thậm chí là với những người lớn tuổi lần đầu tiếp xúc với anh. Thế nhưng về bản chất, Wickham đúng chất là anh chàng "đào mỏ" và chuyên bịa chuyện. Anh vu khống và nói xấu về Darcy, con trai của gia đình có ơn với gia đình anh, anh quyến rũ Elizabeth và cuối cùng chấp nhận lấy em cô - Lydia chỉ vì Darcy đã đứng ra dàn xếp vụ việc sao cho có lợi cho Wickham. Một anh chàng đúng chất không thể "trông mặt mà bắt hình dong".
- William Collins: Anh này là một thanh niên hai mươi lăm tuổi cao lớn, phục phịch. Collins không phải là một người biết phải trái, khiếm khuyết trong tư chất ấy cũng được giáo dục hay giao thiệp bù đắp, nhưng chỉ là một phần rất ít ỏi thôi. Khi cầu hôn Elizabeth và bị cô từ chối, anh ta đã quay sang cầu hôn Charlotte Lucas - bạn thân của Elizabeth.
- Phu nhân Catherine de Bourgh: Dì của Darcy, là một người đàn bà cao to, nét mặt sắc sảo, có tính cách săm soi người khác. Bà ta đặc biệt kịch liệt phản đối cuộc hôn nhân của Darcy và Elizabeth vì luôn nghĩ rằng Darcy sẽ cưới người con gái của mình chứ không phải cô gái nào khác.
- Caroline Bingley: Em gái của Charles Bingley, cô có ngoại hình khá xinh đẹp, hài hước nhưng có tính kiêu ngạo và tự cao. Do xuất thân danh giá, số gia tài được thừa kế, thói quen chi tiêu quá trớn, thích giao du với xã hội thượng lưu mà cô luôn nghĩ rằng bản thân tốt đẹp đủ bề còn thiên hạ thì chẳng có ai đáng trọng. Caroline có sự yêu mên giả tạo đối với Jane Bennet, khinh thường những người dân trong vùng nơi gia đình Bennet sinh sống, và cô căm ghét, đố kỵ với Elizabeth Bennet.

## Chuyển thể
Tiểu thuyết đã được nhiều lần chuyển thể thành phim, truyền hình, và sân khấu.

### Điện ảnh
- 1940: Pride and Prejudice với diễn viên Greer Garson và Laurence Olivier.
- 2001: Nhật ký tiểu thư Jones (Bridget Jones's Diary) có cùng đề tài với Kiêu hãnh và định kiến, và nhân vật Mark Darcy (diễn viên Colin Firth) được đặt tên theo nhân vật trong tiểu thuyết.
- 2003: Pride and Prejudice: A Latter-day Comedy.
- 2004: Pride and Prejudice, thể Bollywood, đạo diễn Gurinder Chadha với diễn viên Anupam Kher, Aishwarya Rai, và Naveen Andrews.
- 2005: Pride and Prejudice, diễn viên Keira Knightley và Matthew Macfadyen.
- 2016: Pride and Prejudice and zombie. Diễn viên Lily Jeams

### Truyền hình
- 1952: (2 tháng 2 đến 8 tháng 3) Chiếu trên BBC, 5 tập với diễn viên Ann Baskett và Peter Cushing.
- 1980: Kiêu hãnh và định kiến, phim truyền hình với diễn viên Elizabeth Garvie và David Rintoul, chuyển thể bởi Fay Weldon.
- 1995: Kiêu hãnh và định kiến, phim truyền hình với diễn viên Jennifer Ehle và Colin Firth, do Andrew Davies chuyển thể.
- Các phim truyền hình khác chiếu trên BBC trong những năm 1938, 1958, và 1967.

### Sân khấu
- "First Impressions", trên sân khấu Broadway